# Walther Darré

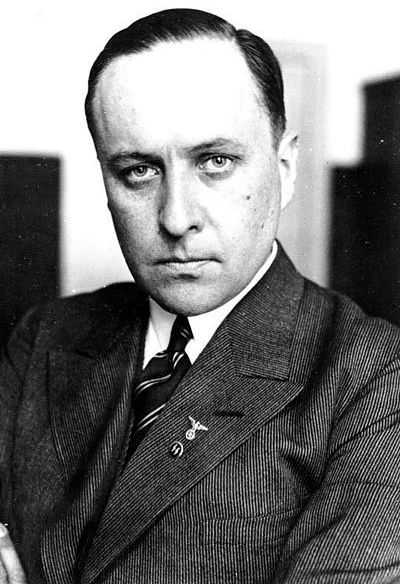
Walther Darré

Richard Walther Darré (eigentlich Ricardo Walther Oscar Darré, auch Richard Walter Darré; * 14. Juli 1895 in Belgrano, Buenos Aires, Argentinien; † 5. September 1953 in München) war ein deutscher Agrarpolitiker, Autor und SS-Funktionär im Range eines SS-Obergruppenführers in der Zeit des Nationalsozialismus. Er war „Reichsbauernführer“ und von 1933 bis 1942 „Reichsernährungsminister“ (Reichsminister für Ernährung und Landwirtschaft).

## Leben
Walther Darré wurde als Sohn des Kaufmanns und Leiters des Handelshauses Hardt & Co., Richard Oskar Darré und dessen Ehefrau Emilia Berta Eleonore (geb. Lagergren) geboren. Bedingt durch den Beruf des Vaters zog die Familie häufig um. Darré verbrachte seine Kindheit in Belgrano, einem Viertel von Buenos Aires, wo er die deutsche Schule besuchte. Später ging er zur Oberrealschule in Heidelberg, zum Pädagogium Godesberg sowie zur King’s College School in Wimbledon.
Ab Oktober 1914 besuchte Darré die Deutsche Kolonialschule in Witzenhausen, meldete sich aber als Kriegsfreiwilliger und war im Ersten Weltkrieg Soldat im Deutschen Heer an der Westfront. Nach Kriegsende, das er als Leutnant erlebte, schloss er sich kurzzeitig einem Freikorps in Berlin an. 1920 beendete er das Studium zum Diplomkolonialwirt in Witzenhausen. Er setzte sein Studium der Landwirtschaft mit dem Schwerpunkt Viehzucht und Vererbungsfragen an den Universitäten in Gießen und Halle fort und schloss es ebenda 1925 mit dem Diplom ab. Danach arbeitete er beim Ostpreußischen Stutbuch für Warmblut Trakehner Abstammung in Insterburg. Anschließend war er 1927 mit einem Zeitauftrag des Reichsministeriums für Ernährung und Landwirtschaft als Sachverständiger für Tierzucht in Finnland und 1928/29 im Auftrag der ostpreußischen Landwirtschaftskammer in Riga tätig.
1922 heiratete er Alma Staadt und 1931 Charlotte von Vietinghoff, die Sekretärin von Paul Schultze-Naumburg.
Darré war auch schriftstellerisch tätig. Beeinflusst von seinen Erfahrungen in der Tierzucht und den Theorien des Rassenideologen Hans F. K. Günther, dessen Nordischem Ring er seit 1927 angehörte, verherrlichte er mit den beiden Bänden Das Bauerntum als Lebensquell der nordischen Rasse (1929) und Neuadel aus Blut und Boden (1930) das Bauerntum. Dieses betrachtete er als rassischen Mittelpunkt des deutschen Volkes und postulierte die Sanierung der Landwirtschaft unter rassischen und geistigen Gesichtspunkten als Voraussetzung, um die rassischen Qualitäten des deutschen Volkes wiederherzustellen, die infolge der Industrialisierung verfallen seien. Mit dem Begriffspaar „Blut und Boden“ wollte Darré die Wechselbeziehung zwischen rassischem Niveau und bäuerlicher Tätigkeit herausstellen. War es Darré in seinem ersten Buch noch darum gegangen, angebliche Unterschiede zwischen der germanischen und der slawischen Rasse in ihrer Beständigkeit und ihrem bäuerlichen Charakter zu zeigen, hoffte er mit dem zweiten Buch nachzuweisen, dass die innere Gliederung der alten deutschen Gesellschaft in mythischer Vorzeit funktionalen Charakter besessen habe. In der Konsequenz forderte er die erneute Verbäuerlichung Deutschlands sowie die Schaffung und Auslese eines neuen Adels mit besten rassischen Eigenschaften.
Durch Vermittlung des Architekten Paul Schultze-Naumburg traf der inzwischen bekannte Autor Darré im Frühjahr 1930 Hitler und erhielt das Angebot, eine der bäuerlichen Welt gewidmete Abteilung der NSDAP zu leiten. Darré wurde so zum Berater Hitlers in landwirtschaftlichen Angelegenheiten und Leiter des agrarpolitischen Apparats der Reichsleitung. Im Juli 1930 trat Darré der NSDAP (Mitgliedsnummer 248.256) und der SS (SS-Nummer 6.882) bei.
Der Apparat von Fachberatern, den Darré von München aus aufbaute, sollte Anregungen von unten aufnehmen und an die Zentrale weiterleiten, um ein spezielles politisches und ideologisches Programm für die Landbevölkerung auszuarbeiten. Der Historiker Gustavo Corni weist darauf hin, dass die Erfolge, welche die NSDAP bei der Reichstagswahl 1930 vor allem auf dem Land erzielte, nicht auf Darrés Tätigkeit zurückgeführt werden können, da dessen agrarpolitischer Apparat noch im Aufbau befindlich war. Stattdessen habe es sich um eine Protestwahl gehandelt.
Ab dem 31. Dezember 1931 leitete Darré im Rang eines SS-Standartenführers das neu gegründete Rasse- und Siedlungshauptamt (RuSHA) innerhalb der SS. Himmler selbst hatte ihn 1930 gebeten, beim Aufbau der SS als biologischer Elite behilflich zu sein. Himmler förderte Darré, seit sie sich im Mai 1930 kennengelernt und angefreundet hatten. Beide teilten Ideen zur Aufzucht einer „reinen deutschen Rasse“ und verknüpften damit die Konzeption vom Germanen als einem ackerbebauenden Siedler. Beide wollten ein neues, reinrassiges Bauerntum heranziehen, das ein neuer deutscher Adel werden würde.
1932 gründete Darré die Monatsschrift Deutsche Agrarpolitik (ab 1939 Odal). Darin propagierte er seine Vorstellungen vom Bauernadel.
Nach der Machtergreifung der NSDAP wurde er 1933 Leiter des Parteiamts für Agrarpolitik. Er übernahm den Vorsitz der Reichsführergemeinschaft der vereinigten landwirtschaftlichen Verbände und wurde am 28. Mai zum Reichsbauernführer, am 29. Juni zusätzlich zum Reichsminister für Ernährung und Landwirtschaft ernannt. Als Preußischer Minister für Landwirtschaft, Domänen und Forsten war er qua Amt Mitglied im Preußischen Staatsrat. Damit hatte er die Leitung der gesamten deutschen Agrarpolitik inne.

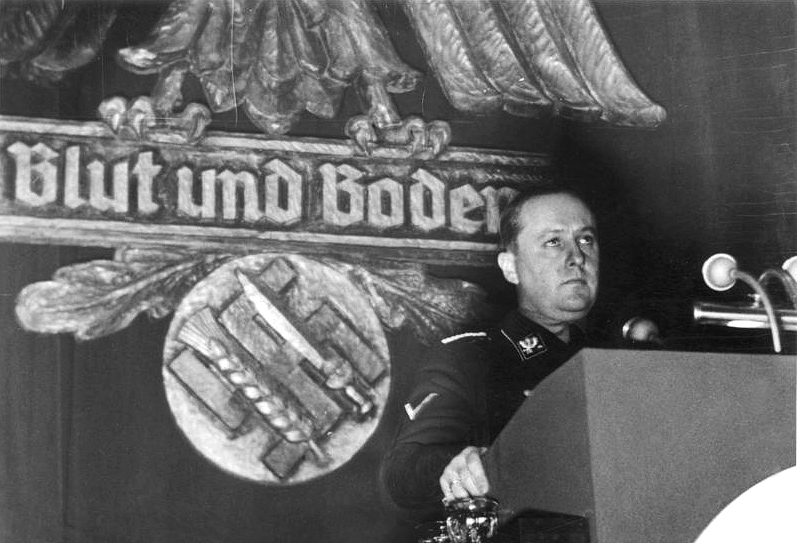
Darré bei einer Kundgebung in Goslar 1937

In der Folge beschloss die Regierung das Reichserbhofgesetz, das die Vererbung von Hofstellen reglementierte und die Erbteilung ausschloss. Ebenso baute er den so genannten Reichsnährstand auf, der alle Personen und Verbände, die an der Erzeugung landwirtschaftlicher Produkte mitwirkten, vereinigte und gleichschaltete. Als Propagandaveranstaltung führte er 1933 das Reichserntedankfest auf dem Bückeberg bei Hameln ein, das bis 1937 jährlich abgehalten wurde und dem jeweils in Goslar der sogenannte Reichsbauerntag voranging.
Darré war ab Ende 1932 Mitglied des Reichstags und ab November 1933 Reichsleiter, SS-Gruppenführer, Mitglied der Akademie für Deutsches Recht und Ehrenpräsident der Deutschen Landwirtschafts-Gesellschaft. Am 9. November 1936 erhielt er das Goldene Parteiabzeichen der NSDAP. Zwischen 1933 und 1937 war er Mitglied des Senats der Kaiser-Wilhelm-Gesellschaft. Innerhalb der SS wurde er bis zum Obergruppenführer befördert.
In seiner Schrift Blut und Boden, ein Grundgedanke des Nationalsozialismus griff er die Blut-und-Boden-Ideologie erneut auf. So geriet er immer mehr in Gegensatz zum Beispiel zu der von Hermann Göring geleiteten Vierjahresplan-Verwaltung, zu Hjalmar Schacht und zur Reichsbank. Während Darré an eine Rückkehr zu Verhältnissen wie vor der industriellen Revolution dachte, rüstete das Dritte Reich die Industrie im Sinne der Kriegswirtschaft auf. Der Zuchtgedanke, z. B. die Einteilung junger Mädchen in „zuchtunwerte“ oder „zuchtwerte“ Klassen und die Selektion der gesamten Menschheit nach bestimmten Auslesekriterien bestimmte Darrés Tätigkeit im Rasse- und Siedlungshauptamt, das die logistische Basis bildete, um die Bevölkerung der besetzten Gebiete einer Selektion zu unterziehen und anschließend zu deportieren und/oder zu eliminieren.
Im September 1938 ergab sich ein Konflikt mit Himmler, da Darrés Pläne zur Förderung bäuerlicher Siedlungen im Reich dessen Generalplan Ost widersprachen. Darré wurde als Leiter des Rasse- und Siedlungshauptamts abgesetzt und trat mit Beginn des Zweiten Weltkriegs auch als Minister für Ernährung und Landwirtschaft immer mehr in den Hintergrund. Am 16. Mai 1942 verfügte Hitler, dass Darré „mit Rücksicht auf seinen seit längerer Zeit angegriffenen Gesundheitszustand“ von der Leitung des Reichsamtes für Agrarpolitik „bis auf weiteres“ beurlaubt werde und die Geschäftsführung des Amtes an Herbert Backe zu übertragen sei. Zwar übernahm Backe somit faktisch den Aufgabenbereich von Darré als Minister, seine offizielle Ernennung zum Reichsernährungsminister erfolgte indessen erst im April 1944.

## Kriegsende, Verurteilung und letzte Lebensjahre
Die letzten Kriegsjahre verbrachte Darré zurückgezogen in einem Jagdhaus in der Schorfheide. 1945 wurde er verhaftet und im Internierungslager Ludwigsburg inhaftiert. Vom amerikanischen Militärgericht wurde er wegen der Beschlagnahme des Eigentums polnischer und jüdischer Bauern sowie wegen der Anordnung, deutschen Juden die Grundnahrungsmittel zu verweigern und dadurch Zivilpersonen dem Hunger auszuliefern, angeklagt. Am 14. April 1949 wurde Darré im Wilhelmstraßen-Prozess wegen Verbrechen gegen die Menschlichkeit, Plünderung und Mitgliedschaft in einer verbrecherischen Organisation zu sieben Jahren Haft verurteilt, aber bereits im August 1950 aus dem Kriegsverbrechergefängnis Landsberg entlassen.
Die letzten Lebensjahre verlebte Darré in Bad Harzburg. Er starb am 5. September 1953 in einer Münchner Privatklinik; beerdigt wurde er auf dem Alten Friedhof an der Hildesheimer Straße in Goslar unter hoher Anteilnahme der Stadtgesellschaft: Neben NS-Größen wie Hartwig von Rheden nahmen mehrere hundert Goslarer Bürger und der Oberbürgermeister Alexander Grundner-Culemann mit dem Oberstadtdirektor Helmut Schneider an der Trauerfeier teil. Die Stadt übernahm die Begräbniskosten.
Darré war Ehrenbürger der „Reichsbauernstadt“ Goslar. Obwohl diese Würde vermutlich schon durch seine Verurteilung in den Nürnberger Prozessen aufgrund der Kontrollratsdirektive Nr. 38, spätestens mit seinem Tod automatisch erloschen war, wurde sie ihm 2013 von der Stadt Goslar nochmals symbolisch aberkannt.

## Schriften (Auswahl)
- Das Bauerntum als Lebensquell der Nordischen Rasse, Lehmann, München 1929 (5 Auflagen bis 1936).
- Neuadel aus Blut und Boden. Lehmann, München 1930.
- Zur Wiedergeburt des Bauerntums. Stellung und Aufgaben des Landstandes. Das Zuchtziel des deutschen Volkes. Lehmann, München 1931.
- Das Schwein als Kriterium für nordische Völker und Semiten. Lehmann, München 1933.
- Walther Rathenau und das Problem des nordischen Menschen. Walther Rathenau und die Bedeutung der Rasse in der Weltgeschichte. Lehmann, München 1933.
- Unser Weg. In: Odal. Monatsschrift für Blut und Boden, Jg. 2, Heft 10, April 1934, S. 690–720.
- Ostelbien. In: Odal. Monatsschrift für Blut und Boden, Jg. 2, Heft 12, Juni 1934, S. 842–858.
- Stedingen. In: Odal. Monatsschrift für Blut und Boden, Jg. 3, 1934, Heft 1, S. 2–18.
- Ein Jahr Reichsnährstand. In: Odal. Monatsschrift für Blut und Boden, Jg. 3, 1934, Heft 2, S. 82–94
- Ziel und Weg der nationalsozialistischen Agrarpolitik (Aus: Hier spricht das neue Deutschland, Heft 5),  1934.
- Im Kampf um die Seele des deutschen Bauern, Paul Steegemann Verlag, Berlin, 1934.
- Um Blut und Boden. Reden u. Aufsätze, Hrsg. Hanns Deetjen, Wolfgang Clauß. Eher, München 1940.
- Erkenntnisse und Werden. Aufsätze aus der Zeit vor der Machtergreifung von R. Walther Darré. Hrsg. Marie Adelheid Prinzessin Reuß-zur Lippe, Fischer & Wittig Leipzig. Verlag Blut und Boden, Goslar 1940.
- Neuordnung unseres Denkens (= Schriftenreihe für die weltanschauliche Schulung der Ordnungspolizei. H. 5). Berlin 1942. (Sonderdruck)
- Aufbruch des Bauerntums. Reichsbauerntagsreden 1933–1938. Reichsnährstand Verlag, Berlin 1942.
- Zucht als Gebot. Blut u. Boden, Berlin 1944.
- als C. Carlsson: Bauer und Technik. Sonderdruck aus Mappe 10/1951 der Klüter Blätter. Deutsche Sammlung im Türmer Verlag, Lochham bei München 1951.
- als C. Carlsson: Bäuerliche Lebensordnung und Technik. „Der Weg“, Editorial Dürer, 7. Jahrgang, Nr. 2, Februar 1953, S. 82–88 (gekennzeichnet als „Originalbeitrag“).